# Vernon Van Dyke
Vernon Van Dyke (* 5. November 1912 in Pocatello; † 26. Mai 1998 in Iowa City) war ein US-amerikanischer Politikwissenschaftler, der als Professor an der University of Iowa forschte und lehrte. Sein Fachgebiet waren die Internationalen Beziehungen. 1966/67 amtierte er als Präsident der International Studies Association (ISA).
Van Dyke machte seinen Bachelor-Abschluss 1933 am Manchester College in Indiana und wurde 1937 an der University of Chicago zum Ph.D. promoviert. Während des Zweiten Weltkrieges war er Angehöriger der US-Marine. 1949 wurde er Hochschullehrer an der University of Iowa, seit 1979 als Distinguished Professor, und blieb es bis zu seiner Emeritierung 1983.

## Schriften (Auswahl)
- Introduction to politics.3. Auflage, Nelson-Hall, Chicago 1996, ISBN 978-0-8304-1437-6.
- Equality and public policy. Nelson-Hall, Chicago 1990, ISBN 978-0-8304-1208-2.
- International politics. 3. Auflage, Appleton-Century-Crofts, New York 1972.
- Human rights, the United States, and world community. Oxford University Press, New York 1970.
- Political science. A philosophical analysis. Stanford University Press, Stanford 1960 (mehrfach nachgedruckt).